# 露比·蘿絲
露比·蘿絲·朗根海姆（英語：Ruby Rose Langenheim，1986年3月20日—）或簡稱露比·蘿絲（英語：Ruby Rose），澳大利亞女演員、模特兒和電視節目主持人。較著名的是在電視節目《澳洲超級模特兒新秀大賽》（2009年）與《The Project》（2009年至2011年）中擔任主持人之一。2016年，她出演《惡靈古堡：最終章》而知名度大增。
2015年開始參演Netflix電視劇《勁爆女子監獄》，並因此獲得好評。她還主演了2019年的CW電視劇《蝙蝠女俠》。

## 早年生活
蘿絲出生於墨爾本的一個單親家庭， 母親名字叫Katia Langenheim，是一位藝術家，蘿絲稱其為她的榜樣之一。蘿絲自小經常頻繁往來多州，她曾在維多利亞州、塔斯馬尼亞州和布里斯本等地居住過，最後定居墨爾本。

## 個人生活
露比·蘿絲在12歲時就已經是名出櫃的女同性戀。基於蘿絲的性向，使她常受到同學言語辱罵和身體虐待等霸凌，而導致她曾有自殺傾向。她還為此受到了兒童性虐待，以及患有躁鬱症和重性憂鬱障礙。
蘿絲曾透露，長大後的她想藉由賺錢來使自己從女性變成男性。但後來，她還是決定維持著女性的身份，並對自己現在的樣子感到舒適。
蘿絲是一位嚴格素食者，她曾在推特發表過素食與保護動物的相關言論，包括反對鬥牛、提醒大家吃素改變氣候變遷。
2016年11月7日，證實蘿絲與雙面維若妮卡的女歌手潔西卡·歐莉葛里雅索正在交往中。兩人曾於2008年交往過，後來分手，但於2016年10月31日，兩人在Instagram上發照片代表她們又再度復合。2018年4月，告知她們早在幾個月前就分手了，但依然非常支持她，可知是和平分手。
2019年9月，蘿絲自行表示，她在拍片時因一特技演出的失誤而造成兩側椎間盤突出，為此接受了緊急背部手術。

## 作品列表

### 電影
| 年份 | 片名                   | 角色         | 备注       |
| ---- | ---------------------- | ------------ | ---------- |
| 2013 | 我的街區               | Hannah       |            |
| 2014 | Break Free             | 自己         | 短片       |
| 2016 | 瘋狂大變身             | Bianca       | 英語版配音 |
| 2017 | 惡靈古堡：最終章       | Abigale      |            |
| 2017 | 限制級戰警：重返極限   | Adele        |            |
| 2017 | 捍衛任務2：殺神回歸    | Ares         |            |
| 2017 | 歌喉讚3                | Calamity     |            |
| 2018 | 巨齒鯊                 | Jaxx Herd    |            |
| 2020 | 克兰斯顿学院：怪物区   | Liz          | 英語版配音 |
| 2020 | 奪命守門人             | Ali          |            |
| 2021 | 特种空勤团：红色通缉令 | Grace Lewis  |            |
| 2021 | 惡夜殺神               | Victoria     |            |
| 2022 | 獎命                   | Parker       |            |
| 2022 | 致命遺產               | Bella Denton |            |
| 2022 | 金牛座                 | Bub          |            |
| 2023 | 集體追殺               | Daisy        |            |
| 2024 | 天使營救               | Medic        |            |

### 電視
| 年分      | 標題                    | 角色                | 附註                                                         |
| --------- | ----------------------- | ------------------- | ------------------------------------------------------------ |
| 2007–2011 | MTV Australia           | 她自己              | VJ                                                           |
| 2009      | 談談你們這代人          | 她自己              | 客串                                                         |
| 2009–2010 | 20 to 1                 | 她自己              | 2集                                                          |
| 2009      | 澳洲超級模特兒新秀大賽  | 她自己              | 嘉賓和協辦                                                   |
| 2009      | 2009年MTV澳洲大獎       | 她自己              | 主持（紅毯）                                                 |
| 2009–2011 | The Project             | 她自己              | 協辦                                                         |
| 2010      | Ultimate School Musical | 她自己              | 主持                                                         |
| 2010      | 第52屆洛吉獎            | 她自己              | 主持（紅毯）                                                 |
| 2010      | 冬季奧林匹克運動會      | 她自己              | 主持（Foxtel）                                               |
| 2013      | 追兇夫婦                | 她自己              | 第一季第1集                                                  |
| 2015      | 暗物質                  | Wendy               | 第一季第7集                                                  |
| 2015–2016 | 勁爆女子監獄            | Stella Carlin       | 美國演員工會獎最佳喜劇影集整體演出 提名-魅力獎國際電視女演員 |
| 2015      | 2015年MTV歐洲音樂大獎   | 她自己              | 協辦                                                         |
| 2017      | 假唱大比拼              | 她自己              | 選手                                                         |
| 2018      | 女超人                  | 凱特·凱恩／蝙蝠女俠 | 客串                                                         |
| 2018      | 綠箭俠                  | 凱特·凱恩／蝙蝠女俠 | 客串                                                         |
| 2018      | 閃電俠                  | 凱特·凱恩／蝙蝠女俠 | 客串                                                         |
| 2019      | 蝙蝠女俠                | 凱特·凱恩／蝙蝠女俠 | 主要角色                                                     |
| 2020      | 明日傳奇                | 凱特·凱恩／蝙蝠女俠 | 客串                                                         |
| 2022      | 紋身大師賽真人秀        | 她自己              | 客座評審                                                     |

## 外部連結
- 官方网站
- 露比·蘿絲在互联网电影资料库（IMDb）上的資料（英文）
- 露比·蘿絲的Facebook專頁
- 露比·蘿絲的Instagram帳戶